# Moosomin 112H
Moosomin 112H är ett reservat i Kanada.   Det ligger i provinsen Saskatchewan, i den centrala delen av landet, 2 500 km väster om huvudstaden Ottawa.
Trakten runt Moosomin 112H består till största delen av jordbruksmark. Trakten runt Moosomin 112H är nära nog obefolkad, med mindre än två invånare per kvadratkilometer.